# الثأر (فلم)
الثأر فيلم دراما وتشويق وإثارة مصري  للمخرج محمد خان عام 1982، كتب الفيلم محمد خان وفايز غالي عن قصة فيلم «بريفادوس The Bravados» (فيلم أمريكي غربي لعام 1958 من إخراج الأمريكي هنري كينغ). الفيلم من بطولة محمود ياسين ويسرا وكمال ياسين وحمدي الوزير وتدور أحداثه حول المهندس أحمد وزوجته ندي عندما تتعرض الزوجة للاغتصاب من أربعة شباب ويسعى الزوج لتنفيذ العدالة بيده.
صدر الفيلم إلى دور العرض المصرية في 10 مايو 1982.
منح موقع قاعدة بيانات الأفلام على الإنترنت (IMDB) الفيلم درجة 5.5/ 10.
منح موقع قاعدة بيانات الأفلام العربية «السينما.كوم» الفيلم درجة 6.6/ 10.

## طاقم التمثيل
محمود ياسين: في دور المهندس أحمد
يسرا: في دور ندى (زوجة أحمد)
شعبان حسين: في دور محمود (محقق المباحث)
كمال ياسين: في دور طه (المحامي شقيق أحمد)
فاروق يوسف: في دور تاجر مخدرات
عادل برهام: في دور ضابط شرطة
محمود الزهيري: في دور مأمور قسم الشرطة
محمد جبريل: في دور مدير محطة بنزين
عماد محرم: في دور تاجر مخدرات
رضا حامد: في دور تاجر مخدرات
حمدي يوسف: في دور مدير شركة الهندسة
محمد كاسر: في دور البواب
أنطوان زماريان: في دور حسن الطاروطي
عاطف رزق: في دور أمين الشرطة
سيد مصطفى: في دور الملازم أول أيمن
بالاشتراك مع: حمدي الوزير - إبراهيم قدري - شكري منصور - مختار السيد - عبد الرحيم أبو خطوة - حسنين عبد المنعم - محمد الرملي - عادل زهدي - سيد الحناوى - عبد المنعم أحمد - راوية عبد الله - بدرية عبد الجواد - جمال مختار - حسن خان - سامية مكرم - اعتماد عبد العزيز - مصطفى كمال - عطيات السيد - وحيد نصير.

## موسيقى الفيلم
وضع الموسيقى «كمال بكير» في مقدمة الفيلم، وموسيقى مشهد عودة الزوجة بعد الاغتصاب، وكتب موقع سماعي: «نرى بوضوح تفاهما كاملا بين مخرج الفيلم ومؤلفه المخرج محمد خان وبين كمال بكير وكيف أستخدم محمد خان موسيقى كمال بكير لتعبر عن مشاعر وأحاسيس الزوج والزوجة دون حوار مع استخدامه للمؤثرات الصوتية لجرس التليفون وجرس الباب ومياه الدش وغيرها ليكتمل المشهد.. لتعبر موسيقى كمال بكير بحرفية وتعاون مع المخرج في توصيل كل مشاعر القلق والخوف والعطف والمواساة والأسى والحزن والغضب والرغبة في الثأر».

## أحداث الفيلم
يصطحب المهندس أحمد (محمود ياسين)، من أبطال حرب أكتوبر، زوجته ندى (يسرا) لمشاهدة فيلم في سينما راديو في حفلة التاسعة، حيث يخرجون عند منتصف الليل، وفي الطريق يضربه شابا على رأسه بينما يخطف شابان آخران الزوجة ندى في سيارة يستطيع أحمد أن يلتقط مواصفاتها، فهي سيارة «فيجا» ومن أرقام لوحتها الرقم "6" والحرف «د»، ويقوم بإبلاغ الشرطة. تعود ندى في الصباح منهارة ومصابة بنزيف إثر اغتصابها، ويتم نقلها للمستشفى. يحضر والدا ندى ويحضر شقيق أحمد المحامي طه (كمال ياسين)، ويلتزم أحمد الصمت ولا يصرح لهم بما حدث فقد كان هناك صراع داخلي لا يقدر عليه. أثناء سير أحمد في الطريق يلمح أحمد سيارة تشبه سيارة الجناة، ويلتقط أرقامها ولا يبلغ الشرطة، حيث إنه قرر الانتقام. يستعلم أحمد عن مالك السيارة من إدارة المرور، ويراقبه، وهو شاب وله ثلاثة من الأصدقاء، وعندما يحاول أحمد إلى الشاب، يلوذ بالفرار مما يؤكد ظنونه. تبدأ سلسلة الانتقام من الأربعة، كان الأول (عماد محرم) ويطارده أحمد في شوارع وسط البلد حتى تصدمه سيارة ويلقى مصرعه. يعلم أحمد من النقيب محمود (شعبان حسين) أن الشاب الذي لقي مصرعه كان بحوزته بعض الأقراص المخدرة. أما الثاني (فاروق يوسف) فهو ميكانيكي سيارات ويعثر أحمد عليه وهو يعمل أسفل سيارة مرفوعة، ويقوم أحمد بإنزال السيارة على رأس الشاب فيلقى مصرعه. يتمكن الثالث والرابع من العثور على سيارة الأول بمنطقة وسط القاهرة وبها حقيبة الأقراص المخدرة، والتي كانوا يتاجرون فيها جميعا. تعثر الشرطة على شباب يمتلكون نفس السيارة المشبوهة، ويطلب رجال الشرطة حضور أحمد للتعرف عليهم، ولكن أحمد كان يعد العدة للإيقاع بالثالث وهو كرم (محمد جبريل) مدير محطة بنزين. يرسل أحمد علبة حلوى تحتوي قنبلة لتنفجر وتقتل الشاب كرم.
تربط الشرطة بين موت الثلاثة وعلاقتهم سويا حيث عثرت الشرطة على سيارتهم الفيجا في وسط البلد وبها صورة تجمعهم سويا ومعهم الرابع، وبالبحث عن أحمد يكتشفون وجود بعض القنابل البلاستيكية الفارغة كديكور في المنزل. يبحث أحمد عن الرابع (رضا حامد) وهو صاحب محل للملابس ووجد معه حقيبة الأقراص المخدرة، ويحاول أن يجعله يبتلعها بالقوة، ولكن الشرطة تنقذه، وتلقي القبض على أحمد الذي يصل إلى قسم الشرطة مكبلاً، ويجد أمامه سيارتين فيجا متشابهتين ويستمع إلى اعترافات خاطفي زوجته الحقيقيين.

## إنتاج الفيلم
قدم المخرج محمد خان، في افتتاحية الفيلم شكرا خاصا لمدينة القاهرة، بكلمات هي: «إلى مدينة القاهرة وسكانها الذي لولاهم لما تحقق هذا الفيلم».
كتب موقع مصراوي في 29 يوليو 2016 مقالة تحت عنوان "متاعب "خان" في التصوير بشوارع القاهرة.. انفعال واشتباك وتَعلّم" وجاء فيها: "في عام 1982؛ كان "خان" منشغلًا بتصوير فيلمه الجديد "الثأر"، ومنهمك في الإعداد للمشاهد التي سيتم تصويرها في الميادين والشوارع، حتى جاء موعد تصوير مشهد مطاردة بطل العمل "محمود ياسين" لأحد الأشخاص، وبعد ساعات من التجهيز، اقترب منه مدير التصوير "سعيد الشيمي" مخبرًا إياه بإمكانية البدء. وجه "خان" بطله للوقوف أمام الكاميرا، تأكد من تكوين الكادر، أمر ببدء التصوير، تحرك "محمود ياسين" وفق السيناريو المكتوب، فيما يتابع المخرج عن كثب كافة التفاصيل، قبل أن يقترب أحد المارة من الكاميرا، ينظر إليها وابتسامة عريضة تعلو وجهه، ثم يستكمل طريقة كأن شيئا لم يكن، لينفجر "خان" صارخًا في الرجل "مش هتظهر في الفيلم، وهامنتج الحتة اللي طلعت فيها"، وفسر ذلك كاتب القالة حيث قال: "لم يكن يخفى على الجميع شغف المخرج "محمد خان" للتصوير في الأماكن الحقيقية لأحداث أفلامه، كان من يعمل معه يدرك أن التواجد في الشوارع والميادين سمة أساسية في سينما "خان"، لأنه يميل إلى إضفاء روح واقعية لأعماله، غير أن الأمر لم يخلُ من المتاعب، لأن الشارع دائمًا ما يحمل الكثير، وفي تقريرنا التالي نرصد أبرز الصعوبات التي واجهت المخرج الكبير على مدار تاريخه السينمائي".

## استقبال الفيلم
نشرت صحيفة صدى البلد في 23 أغسطس 2021 مقالة تحت عنوان "عندما ثأر محمود يس لزوجته.." جاء فيها: "سيارة دارت وتمحورت حولها أحداث عمل سينمائي، وظلت لغزا يحاول حله أبطال هذا العمل فتفاعل معهم المشاهدون طيلة أحداث فيلم "الثأر"، وحاولوا التوصل لحل غموض هذه السيارة وما وراءها، فمنذ ذلك الوقت أصبحت هذه السيارة أيقونة فترة الثمانينيات وأشهر إصداراتها بسبب فيلم "الثأر"، هل قصد المنتج أو المخرج عمل دعاية لشركة إنتاج هذه السيارة؟
كتبت داليا سعيد مصطفى على موقع "جدلية" (مجلة إلكترونية من إنتاج معهد الدراسات العربية) في 9 أكتوبر 2016، تشرح تأثير شخصية المخرج محمد خان، الذي يعيش بين الواقع والحلم على حد تعبير الكاتبة، وكتبت: "يقول خان في أحد أحاديثه التلفزيونية إن هناك أسباباً موضوعية تجعل الإنسان شريراً، فنحن لا نولد وفي جيناتنا الشر! وربما كان ذلك من أسباب اهتمام خان بعنصر “الجريمة” في أفلامه، حيث إنه يكاد لا يخلو فيلم في أعماله من جريمة ما، إما قتل أو نصب أو اغتصاب كما في فيلم “الثأر" مثلاً".
كتب موقع كاروهات: «قرر  محمد خان ببراعته المعتادة أن يقدم فكرة جديدة من خلال الفيلم العربي» الثأر«مستغلا عنصرين هامين حاول إبرازهما برؤية فنية محترمة وهما رغبة الانتقام واليأس تاركا للجمهور أن يصارع مع البطل محمود ياسين في أهم قضية في حياته من خلال دراما اجتماعية مالت في بعض الأحيان إلى ميلودراما... الخط الدرامي في الفيلم واحد وواضح وهو الثأر أو الانتقام ولكن السيناريست فايز غالي (عرض مجموعة من الخطوط الأخرى المتفرعة تمثلت في الصراع الدائم داخل محمود ياسين ما بين رغبة الانتقام من الجناة وما بين اليأس الذي تملكه)... الفيلم به مواضع مبالغ فيها مثل رد فعل يسرا عند اختطافها واغتصابها وكذلك تحقيق رجال الشرطة وقد أتت مشاهد المطاردة وتتبع محمود ياسين للجناة لتزيد من تلك المواضع، الموسيقى التصويرية كانت من أفضل ما قدم داخل العمل لما أوحت به من لحظات في طور الترقب والخطر الذي يواكب الحدث بالمشاهد... وإذا تحدثنا عن دور محمود ياسين فإنه برع بحرفية كبيرة في تقديم دور ذلك الزوج المغتصب حقه والذي ملء بالانتقام وجاء التأثير الدرامي وخاصة الختام من أفضل مشاهد الفيلم ليأتي الفيلم على مستوى مقبول لما قدمه محمد خان من قائمة نجاحات بأعماله».

## روابط خارجية
- مقالات تستعمل روابط فنية بلا صلة مع ويكي بيانات
- الثأر على الدهليز
- الثأر على كاروهات